# Parafia Nawiedzenia Najświętszej Maryi Panny w Boniewie
Parafia Nawiedzenia Najświętszej Maryi Panny w Boniewie – rzymskokatolicka parafia położona we wsi Boniewo. Administracyjnie należy do diecezji włocławskiej (dekanat lubraniecki). 
Odpust parafialny odbywa się w święto Nawiedzenia Najświętszej Maryi Panny – 31 maja.
Proboszcz
- ks. Józef Miłek